# SN 1998al
SN 1998al – supernowa typu Ia odkryta 26 marca 1998 roku w galaktyce A134305-0025. W momencie odkrycia miała maksymalną jasność 23,40m.